# Rusty Schweickart
Russell Louis „Rusty“ Schweickart (* 25. Oktober 1935 in Neptune, New Jersey) ist ein ehemaliger US-amerikanischer Astronaut und nahm an der Apollo-9-Mission als Pilot der Mondlandefähre teil.

## Leben
Schweickart besuchte die Manasquan High School. 1956 erwarb er als Stipendiat seinen Bachelorgrad in Luft- und Raumfahrttechnik und 1963 den Master in Luft- und Raumfahrt. Von 1956 bis 1963 diente er als Pilot bei der United States Air Force und der Air National Guard. Er absolvierte 3900 Flugstunden, 3500 davon in Jets.

## Raumfahrertätigkeit
1963 wurde er mit 13 weiteren Astronauten von der NASA ausgewählt. Er flog am 3. März 1969 als Pilot der Mondlandefähre mit Apollo 9 ins All. Zusammen mit James McDivitt (Commander) und David Scott (Command Module Pilot) testete er die Mondlandefähre (LM) zum ersten Mal in einer Erdumlaufbahn. Dabei entfernte sich u. a. die Mondlandefähre vom Command Module (CM) auf 100 Meilen und wurde danach wieder angedockt. Zu Beginn des Flugs litt Schweickart unter der Raumkrankheit, weswegen sein Außenbordeinsatz (EVA) am vierten Flugtag gekürzt werden musste: Eigentlich hätte sich Schweickart bis zur Luke der Apollo-Kommandokapsel hangeln sollen, um für den Fall, dass keine Kopplung von CM und LM möglich wäre, das Umsteigen im freien Raum zu simulieren. Dieser Teil musste jedoch entfallen, so dass Schweickarts EVA statt der geplanten mehr als zwei Stunden lediglich 46 Minuten dauerte. Am 13. März 1969 erfolgte nach erfolgreicher Mission die sichere Wasserung. Er verbrachte bei seinem einzigen Weltraumflug 241 Stunden im All. Schweickart diente noch als Kommandant der Ersatzmannschaft der ersten Skylab-Mission, bevor er am 1. Mai 1974 ins NASA-Hauptquartier in Washington, D.C. wechselte.

## Nach der NASA
1983 gehörte Rusty Schweickart zu den Gründern der Association of Space Explorers (ASE). Er ist Vorsitzender des „Committee on Near Earth Objects“ dieses Astronautenverbandes und beschäftigt sich unter anderem mit der Ablenkung von Asteroiden, die die Erde bedrohen könnten.
Schweickart ist Co-Vorsitzender einer NASA-Arbeitsgruppe, die im Oktober 2010 die Gründung einer Einrichtung für Planetare Verteidigung empfahl. Von 2001 bis 2011 war Schweickart Vorsitzender der B612 Foundation.

## Privates
Schweickart ist verheiratet, hat sieben Kinder und elf Enkelkinder.